# Tratatul naval
Tratatul naval (în engleză The Adventure of the Naval Treaty) este una dintre cele 56 povestiri scurte cu Sherlock Holmes ale lui Sir Arthur Conan Doyle și a unsprezecea povestire din volumul Memoriile lui Sherlock Holmes (respectiv a zecea în edițiile americane ale acestui volum).
Povestirea a fost publicată în revista Strand Magazine din octombrie-noiembrie 1893, cu ilustrații de Sidney Paget, apoi în volumul "Memoriile lui Sherlock Holmes" (în engleză The Memoirs of Sherlock Holmes) editat în 1894 de George Newnes Ltd din Anglia. Conan Doyle a clasificat "Tratatul naval" pe locul 19 din lista celor 19 povestiri favorite cu Sherlock Holmes. 

## Rezumat

### Misterul inițial
Doctorul Watson primește o scrisoare de la un fost coleg de școală, Percy Phelps, care lucrează în prezent la Foreign Office (Ministerul de Externe britanic) condus de unchiul său, lordul Holdhurst. Phelps îi explică doctorului că întreaga sa carieră se află într-o situație disperată din cauza unei probleme grave și îl imploră să-l aducă pe Sherlock Holmes la locuința sa din Woking unde zăcea de două luni bolnav de meningită. 

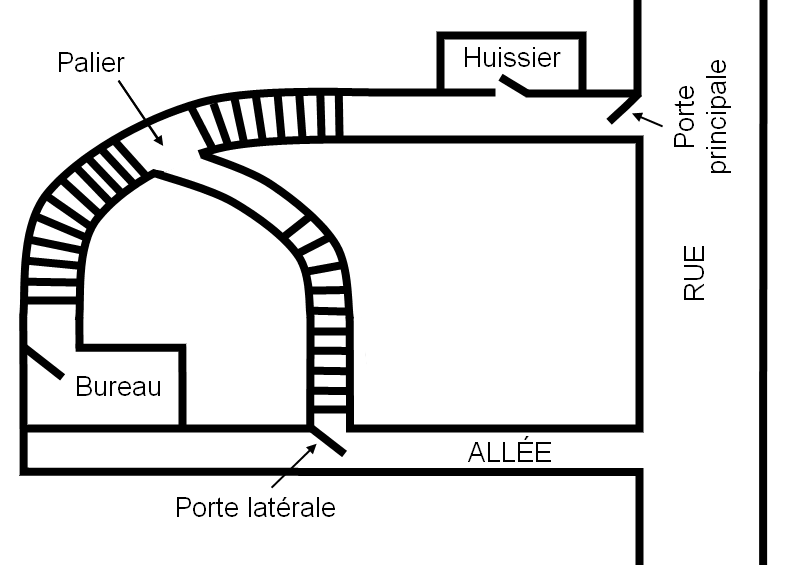
Planul clădirii de unde a fost furat tratatul (care se afla în birou).

Holmes și Watson sosesc la Woking și o întâlnesc acolo pe Annie Harrison, logodnica lui Phelps, care rămăsese să-și îngrijească viitorul soț pe perioada convalescenței sale, precum și pe fratele ei, Joseph Harrison, aflat în relații foarte bune cu viitorul său cumnat. Phelps le povestește celor doi invitați problema sa. La 23 mai, în timp ce Phelps se afla ca de obicei la biroul său de la minister, unchiul său i-a încredințat un tratat naval secret încheiat între Anglia și Italia pe care trebuia să-l copieze. În aceeași seară, Phelps se afla singur în birou și se ocupa cu copierea tratatului, sarcină pe care trebuia să o finalizeze înainte de a merge să se întâlnească cu Joseph Harrison la gară. Fiind obosit, Phelps a sunat pentru ca domnul Tangey, omul de serviciu aflat într-o gheretă de la parterul clădirii, să-i aducă o cafea. Contrar obiceiului, a venit soția omului de serviciu și Phelps i-a transmis ei rugămintea. Totuși, cum omul de serviciu întârzia să sosească cu cafeaua, Phelps a coborât el-însuși la ghereta paznicului pe care l-a găsit dormind în timp ce apa clocotea în ibricul aflat pe lampa cu spirt. Funcționarul l-a trezit pe omul de serviciu, iar în acel moment a început să sune un clopoțel care corespundea biroului în care lucra Phelps. Acesta s-a repezit în fugă spre biroul său, descoperind că documentul dispăruse. Cum nu se întâlnise cu hoțul pe scări, iar celelalte birouri erau închise, era obligatoriu ca hoțul să fi fugit pe o ușă laterală care dădea pe o alee perpendiculară, în timp ce Phelps se găsea în ghereta paznicului. Împreună cu omul de serviciu, Phelps a coborât în stradă și a aflat de la un polițist că pe acolo nu trecuse decât doamna Tangey, soția paznicului, către care s-au îndreptat bănuielile lui Phelps. Nu s-a găsit însă nimic la domiciliul familiei Tangey. În fața acestei situații grave, Phelps a făcut o criză de nervi și a fost dus la locuința sa din Woking unde a zăcut bolnav timp de mai bine de două luni. 

### Rezolvarea misterului

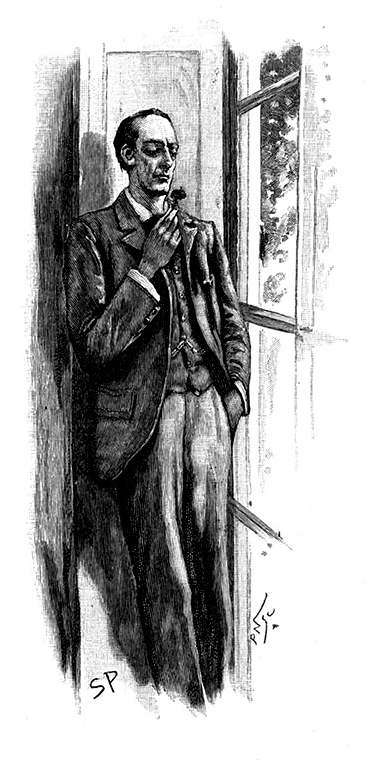
Holmes ţinând în mână un trandafir, desenat de Sidney Paget.
"Dovada noastră cea mai palpabilă a bunătății divine mi se pare întruchipată în flori..."

După expunerea făcută de Phelps, Holmes a părăsit Wokingul pentru a se întâlni cu agentul Forbes de la Scotland Yard și cu lordul Holdhurst și a promis să revină a doua zi. Phelps, bucuros de a vedea că problema sa intră pe mâini bune, își recapătă repede sănătatea. În aceeași noapte, Phelps, care rămăsese pentru prima dată singur în cameră, este trezit de un incident curios: el aude un zgomot straniu la fereastra sa, se trezește și vede la geam un om înfășurat într-o pelerină. Omul misterios era înarmat cu un cuțit, dar a fugit imediat când l-a văzut pe Phelps. Holmes examinează urmele de pe sol și deduce că infractorul nocturn nu a părăsit domeniul.
Holmes se gândește că omul va încerca să intre în camera lui Phelps și în noaptea următoare. Detectivul îi cere atunci Anniei Harrison să rămână toată ziua în cameră și anunță că va pleca la Londra cu Watson și Phelps, dar nu se urcă în tren și rămâne pentru a supraveghea proprietatea. După căderea nopții, Annie Harrison părăsește camera și ia cheia cu ea, după cum îi ceruse Holmes. La ora 2 dimineața, apare Joseph Harrison care încearcă să intre în cameră pe geam. Detectivul îl vede pe Harrison cum scoate tratatul naval dintr-o ascunzătoare aflată sub o scândură de pe podea. În acel moment, Holmes intervine, iar Harrison se repede la el cu cuțitul, rănindu-l pe detectiv la degete. Hoțul este făcut inofensiv, iar Holmes recuperează tratatul. El îi telegrafiază agentului Forbes pentru a-l prinde pe infractor.
Holmes rezumă pentru Phelps succesiunea de evenimente din seara în care s-a produs furtul. În acea seară, Joseph Harrison a trecut pe la biroul viitorului său cumnat pentru a pleca amândoi la gară. El a intrat pe ușa laterală și a găsit biroul gol, Phelps aflându-se în ghereta omului de serviciu pentru a-și lua cafeaua. Harrison a sunat clopoțelul, dar imediat și-a dat seama că pe birou se află un document de mare valoare. El a furat documentul și a fugit repede pe aceeași ușă. A ajuns la Woking și a ascuns documentul sub o scândură din camera sa, dar sosirea imediată a lui Phelps în stare de nebunie a determinat mutarea lui Harrison într-o altă cameră și transformarea dormitorului respectiv într-o rezervă de spital. Phelps a fost vegheat zi și noapte de Annie Harrison și de o infirmieră, iar Joseph nu a putut să recupereze documentul. În prima noapte când Phelps a dormit singur în cameră, Joseph a încercat să pătrundă pe geam pentru a-și recupera obiectul furat. Nereușind, a încercat din nou în noaptea următoare după ce sora sa părăsise camera. Motivul furtului erau banii pe care Joseph spera să-i obțină din vânzarea tratatului naval către Franța sau Rusia țaristă, pentru a-și acoperi pierderile suferite în investițiile de la bursă.

## Personaje
- Sherlock Holmes
- doctorul Watson
- Percy Phelps - funcționar la Foreign Office (Ministerul de Externe britanic)
- Annie Harrison - logodnica lui Percy Phelps
- Joseph Harrison - fratele mai mare al Anniei Harrison
- Lordul Holdhurst - ministrul de externe al Marii Britanii, unchiul lui Percy Phelps
- Domnul Tangey - paznic și om de serviciu la Ministerul de Externe britanic
- Doamna Tangey - îngrijitoare, soția omului de serviciu
- Charles Gorot - funcționar la Foreign Office (Ministerul de Externe britanic), de origine franceză
- Forbes - agent la Scotland Yard

## Istoricul publicării
Povestirea a fost publicată inițial în Strand Magazine în octombrie-noiembrie 1893, cu ilustrații de Sidney Paget. Ea a fost cuprinsă ulterior în volumul Memoriile lui Sherlock Holmes. 
Aceasta este cea mai lungă povestire scurtă publicată în Strand Magazine înainte de moartea lui Sherlock Holmes în "Ultima problemă". Ea a fost inițial publicată în două părți: prima descrie evenimentele înainte de discuția cu lordul Holdhurst, în timp ce a doua parte prezintă toate evenimentele petrecute duipă acel moment. 
Povestirea oferă cititorului modern două teme interesante din perioada scrierii sale. Prima dintre ele se referă la faptul că nu era nici o rușine pe atunci pentru un oficial guvernamental să admită că și-a obținut postul datorită unchiului său, care era ministru, – nepotism în sensul cel mai clar. A doua era că, în perioada scrierii povestirii, Franța și Rusia țaristă – care au fost aliați ai Marii Britanii în Primul Război Mondial – erau percepute ca state inamice. Această povestire este una dintre primele care pot fi încadrate ca povestiri de spionaj. 
Clădirile școlilor "care se ridică deasupra olanelor ca niște insule de cărămidă într-o mare plumburie", pe care Holmes i le arată lui Watson din trenul aflat în apropiere de Clapham Junction încă există și astăzi și pot fi văzute de pasagerii de pe acea cale ferată. 
În Tratatul naval este descris un moment pe care mulți cititori îl consideră impropriu lui Holmes, în care detectivul începe să filozofeze în fața frumuseței și parfumului unui trandafir, pe care le consideră o dovadă a existenței Divinei Providențe. Acest incident demonstrează complexitatea caracterului marelui detectiv de pe 221B Baker Street.

## Aluzii la alte anchete
La începutul povestirii, Watson evocă alte două anchete efectuate de Holmes. Una dintre ele, intitulată «Aventura căpitanului obosit», este inedită și nu a fost publicată. Cealaltă, intitulată «Cea de-a doua pată», a fost publicată în 1904 de Arthur Conan Doyle. Watson afirmă că această aventură implică familii de primă mână din Regatul Unit al Marii Britanii, precum și poliția pariziană, ceea ce corespunde povestirii publicată ulterior.

## Adaptări teatrale și cinematografice
Această povestire a servit ca sursă de inspirație pentru al 22-lea film cu Sherlock Holmes (filmat în 1922) din seria de filme mute cu Eille Norwood.
Povestirea "Tratatul naval" a fost adaptată în 1968 pentru un episod (episodul 20) al serialului TV Sherlock Holmes (realizat de BBC) cu actorii Peter Cushing și Nigel Stock. 
O nouă adaptare a fost realizată în 1984 pentru serialul de televiziune Sherlock Holmes realizat de Granada Television cu Jeremy Brett în rolul principal. Acest episod este al treilea al primei serii.

## Traduceri în limba română
- Tratatul naval - în volumul "Coama leului" (Ed. Tineretului, București, 1966) - traducere de Andrei Bantaș
- Tratatul naval - în volumul "Memoriile lui Sherlock Holmes" (Ed. Junimea, Colecția "Fantomas", Iași, 1970) - traducere de Andrei Bantaș
- Tratatul naval - în volumul "Coama leului" (Casa Editorială Odeon, București, 1991) - traducere de Andrei Bantaș
- Tratatul naval - în volumul "Memoriile lui Sherlock Holmes" (Ed. Aldo Press, București, 2003) - traducere de Luiza Ciocșirescu
- Tratatul naval - în volumul "Memoriile lui Sherlock Holmes" (Ed. Compania, București, 2009) - traducere de Andrei Bantaș
- Tratatul naval - în volumul "Aventurile lui Sherlock Holmes. Vol II" (Colecția Adevărul, București, 2010) - traducere de Luiza Ciocșirescu
- Tratatul naval - în volumul "Aventurile lui Sherlock Holmes. Vol II" (Colecția Adevărul, București, 2011) - traducere de Luiza Ciocșirescu